# Alejandro de Acarnania
Alejandro de Acarnania fue un amigo de Filipo V de Macedonia al que abandonó y obtuvo el favor del seléucida Antíoco III el Grande, que lo admitió a las deliberaciones más secretas. Alejandro aconsejó al rey para invadir Grecia con perspectivas de victoria el 192 a. C. y Antíoco lo escuchó. En la Batalla de Cinoscéfalas (197 a. C.) Alejandro fue herido pero pudo llevar la noticia de la derrota al rey, que estaba en Tronio, en el Golfo Maliaco. El seléucida se retiró de Grecia y Alejandro, herido, siguió al rey, y cuando llegaron a Cenaion en Eubea, murió y fue enterrado allí en el 191 a. C.